# غيري وارد
غيري وارد (بالإنجليزية: Geri Ward)‏ هي رسامة وفنانة وعالمة نفس أمريكية، ولدت في 1933 في واشنطن العاصمة في الولايات المتحدة.